# 凯齐·茹然瑙
凯齐·茹然瑙（匈牙利語：Kézi Zsuzsanna，1945年5月14日—2021年5月18日），生于包科尼班克，匈牙利女子手球运动员。她曾代表匈牙利参加1976年夏季奥林匹克运动会手球比赛，获得一枚铜牌。